# Geria hilaris
Geria hilaris är en fjärilsart som beskrevs av Heinrich Benno Möschler 1890. Geria hilaris ingår i släktet Geria och familjen nattflyn. Inga underarter finns listade i Catalogue of Life.